# بونس آن ویندرمیر
بونس آن ویندرمیر (به انگلیسی: Bowness-on-Windermere) یک شهرک در بریتانیا است که در انگلستان واقع شده‌است. بونس آن ویندرمیر ۳٬۸۱۴ نفر جمعیت دارد.